# Jack the Giant Slayer
Jack the Giant Slayer (eerder Jack the Giant Killer getiteld) is een Amerikaanse fantasy-avonturenfilm uit 2013, gebaseerd op het sprookje Jaap en de bonenstaak. De film werd geregisseerd door Bryan Singer en het scenario is van de hand van Darren Lemke, Christopher McQuarrie en Dan Studney.
De film kwam ook in de bioscoop in 3D.

## Verhaal
Jack is een boerenknecht die een prinses moet redden van een groep reuzen, nadat hij per ongeluk een poort naar hun wereld heeft geopend.

## Rolverdeling
- Nicholas Hoult als Jack
- Eleanor Tomlinson als Isabelle
- Ewan McGregor als Elmont
- Stanley Tucci als Roderick
- Ian McShane als King Bramwhell
- Eddie Marsan als Crawe
- Ewen Bremner als Wicke
- Simon Lowe als Monk